# Jean Robic (médecin)
Pour les articles homonymes, voir Robic.
Ne pas confondre avec Jean Robic (1921 - 1980), cycliste français, vainqueur du Tour de France 1947.
Jean Robic, né le 8 janvier 1893 à Pontivy et mort le 28 avril 1968 également à Pontivy, est un médecin militaire français. Il est particulièrement connu pour avoir mis au point, avec le docteur Georges Girard, le vaccin antipesteux EV,.

## Carrière
Sa première affectation outre-mer est au Maroc, puis il effectue un stage à l'Institut Pasteur de Paris. Arrivé en 1926 à Madagascar, il intègre en 1927, l'Institut Pasteur de Tananarive. Il en est le directeur adjoint, avant d'en devenir le directeur de 1940 à 1953. Avec Georges Girard, il met au point le vaccin antipesteux EV,,. Le 30 décembre 1953, Jean Robic quitte Madagascar.

## Hommages
- Il y a une rue Jean-Robic à Pontivy.
- La promotion 1990 de l'école du service de santé des armées se nommait « Promotion médecin Robic »[5].
- Le centre hospitalier de Soavinandriana à Antananarivo s'appelait Hôpital Girard-et-Robic de 1957 à 1977 ; en 2020, il est encore désigné ainsi par la population locale[6].